# 善竹忠亮
善竹 忠亮 （ぜんちくただあき、1980年 - ）は、狂言方大蔵流能楽師。

## 経歴
善竹忠重の長男。4歳で祖父・初世善竹忠一郎に手解きを受け、以降、父に師事。大蔵彌右衛門をはじめ、一族諸兄に教えを受ける。
1984年、狂言「以呂波」で初舞台。
以後、「千歳」(観世流・喜多流)　「那須語｣「三番三」「釣狐」を披く。
2002年、立命館大学産業社会学部卒業。
主に京阪神を中心に活動中。
2017年、狂言の現代性を追求する「花DeN工房 禅」立ち上げ。
2019年、論文「狂言師善竹彌五郎の芸と生―近代狂言におけるアドの太夫として―」にて立命館大学大学院より博士（学術）の学位授与。
2020年、神戸市文化奨励賞受賞。同年、兵庫県三田市桑原の欣勝寺に伝わる民話を元にした新作狂言《くわばら》初演のシテをつとめる。